# Gonja (Rússia)
Gonja - Гонжа (rus) - és un poble de l'óblast de l'Amur, a Rússia, que el 2018 tenia 735 habitants, pertany al districte de Magdagatxi.